# Кутук-1
Кутук-1 (рос. Кутук-1) — печера в Башкортостані, Росія. Печера горизонтального типу простягання. Загальна протяжність — 520 м. Глибина печери становить 36 м. Категорія складності проходження ходів печери — 1. Печера відноситься до Кутукського підрайону Бельсько-Нугуського району Південної області Західноуральської спелеологічної провінції.